# August-Pieper-Straße 4–10 (Mönchengladbach)

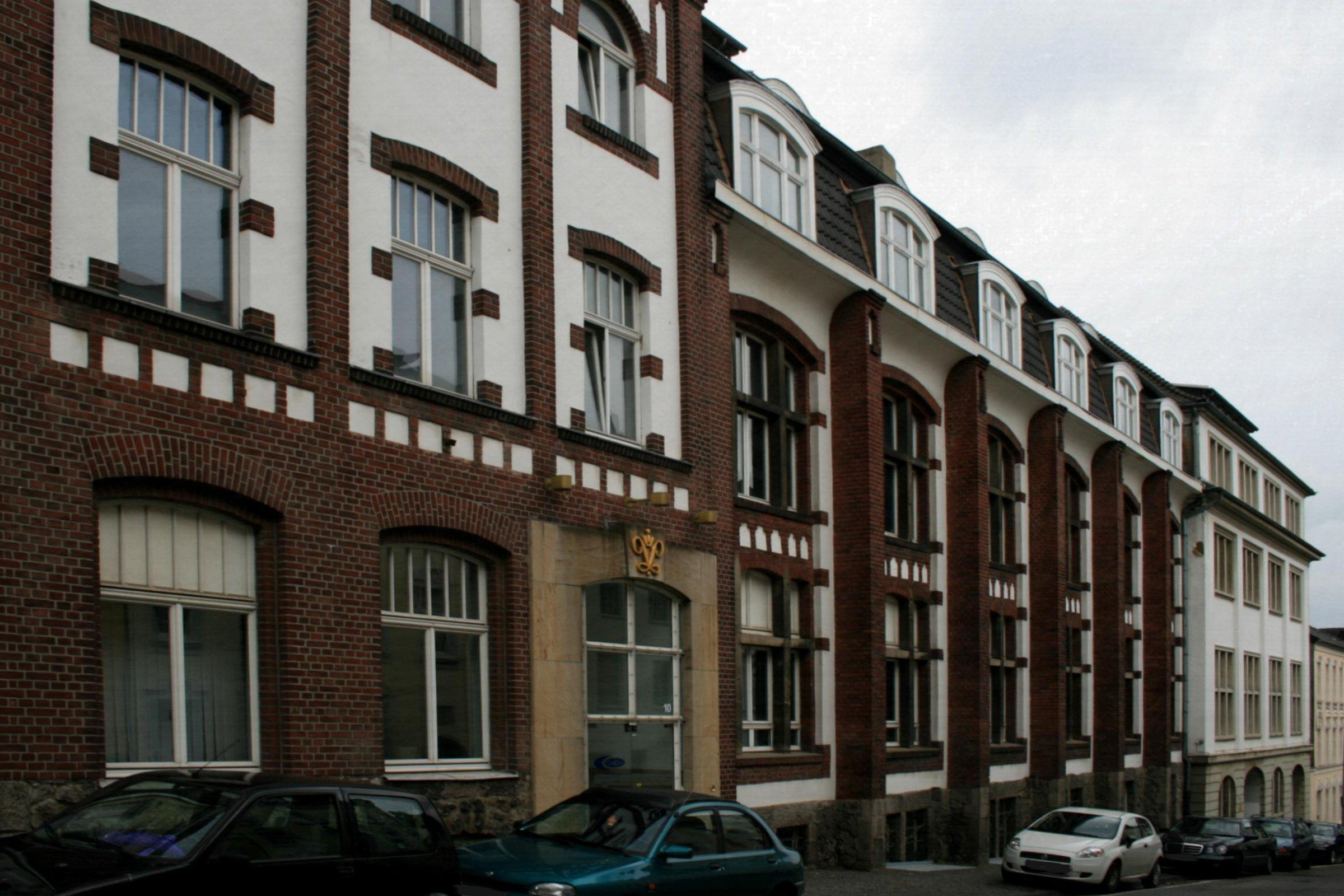
Industriebau (2010)

Der Industriebau  August-Pieper-Straße 4–10 steht in Mönchengladbach (Nordrhein-Westfalen) im Stadtteil Gladbach. Er wurde um 1906 erbaut. Das Gebäude ist unter Nr. A 045 am 2. November 1998 in die Denkmalliste der Stadt Mönchengladbach eingetragen worden.

## Architektur
Es handelt sich um einen breitgelagerten Gebäudekomplex in dreiteiliger Gliederung. Gestalterisch eine Einheit bilden der zweieinhalbgeschossige Mitteltrakt und der linksseitige Gebäudeabschnitt von drei Geschossen, den mittig ein volutenbesetzter Zwerchgiebel akzentuiert. Ausgeführt sind diese beiden Fassadenabschnitte in einer Kombination von Backstein und Putzfläche.
Die Erschließung des Gebäudes erfolgt durch den linken, dreiachsigen Eingangstrakt. Das durch eine überdimensionierte Natursteinrahmung abgesetzte Eingangsportal (neueren Datums) beansprucht die gesamte Breite der rechten Achse. Vertikale Gliederung der beiden oberen Geschosse durch gemauerte Wandvorlagen, die im Zusammenhang mit der Gestaltung des Traufabschlusses den Eindruck geschlossener Wandfelder suggerieren.
Fenstergestaltung und -ausführung geschossweise differierend. Die des Erdgeschosses schließen segmentbogig ab; die Fenster des ersten Obergeschosses betont eine „Ohrenrahmung“ und die des zweiten Obergeschosses eine Rundbogenfassung. Den Volutengiebel flankiert beidseitig eine Dachgaube mit Segmentbogenabschluss. Die vertikale Gliederung des rechts leicht zurückspringenden Gebäudeabschnittes übernehmen fünf oben abgerundete Strebepfeiler; die horizontale ein hoch ausgebildetes Sockelgeschoss in Natursteinausführung und ein kastenförmig vorspringendes Dachgesims.
Die jeweils sechs Fenster aller Geschosse sind in gleichmäßigen Abständen angeordnet und bis auf die des Sockelgeschosses im Wesentlichen gleichförmig ausgeführt. Die Fenster des Sockelgeschosses sind als hochrechteckige, in ihrer Größe dem Geländeanstieg folgende Zwillingsfenster ausgebildet; die in dreiteiliger Gliederung formulierten Fenster der beiden Hauptgeschosse schließen mit einer Stichbogenrahmung ab, wobei die Fenster des Erdgeschosses noch durch Steinkämpfer horizontal untergliedert sind. Über der Traufe durchbrechen sechs, die Fensterachsen fortsetzende und analog dreiteilig gegliederte Gauben die Dachflächen.
Darüber, von der Straßenansicht aus kaum wahrnehmbar, sechs weitere Gauben mit geschweiftem Abschluss. In Form und Gestalt deutlich setzt sich der rechte, später – vermutlich um 1910 – erbaute Gebäudetrakt ab. Er ist ausgeführt als viergeschossiger Putzbau mit ausgeprägter Horizontalgliederung mittels Stockwerk- und Dachgesims. Die Vertikalgliederung übernehmen drei Lisenen. Strukturierung des Erdgeschosses noch traditionell durch Fugenschnitt; Obergeschosse glatt verputzt.
Die Erschließung des Gebäudes erfolgt über zwei korbbogige Zugänge, von denen der rechte als Hofzufahrt ausgebildet ist. Der linke ist als tief eingeschnittene Nische formuliert mit großem Eingangstor und beidseitig flankierenden kleineren Zugängen. Belichtet wird das Erdgeschoss durch zwei große, durch Mauerpfeiler dreiteilig gegliederte Rundbogenfenster. In den drei Obergeschossen gliedern jeweils vier gleichmäßig aufgereihte Hochrechteckfenster die Fassade. Die Fenster des ersten Obergeschosses sind durch Mauerpfeiler horizontal und vertikal dreigeteilt; die des zweiten Obergeschosses sind niedriger dimensioniert und nur vertikal durch gemauerte Pfeiler gegliedert. Entsprechend formuliert sind die durch ein weit vorspringendes Kastengesims abgesetzten Fenster des dritten Obergeschosses.
Die Fläche des modifizierten Satteldaches durchbricht mittig eine breite Gaube in fünfteiliger Gliederung. Die Fassaden der älteren Gebäudeteile sind in ihrer Plastizität und Lebendigkeit eine Synthese aus den im 19. und frühen 20. Jahrhundert gängigen Vorstellungen eines Fabrik- und Verwaltungsgebäudes und der Umsetzung zeitgemäßer Jugendstilkriterien. Der jüngere Gebäudetrakt entspricht in seiner Formgebung im Wesentlichen der sich etablierenden Reformarchitektur, mit der sich die Neue Sachlichkeit ankündigte.

### Transformatorenhaus
Im Hof blieb ein kleines, zweigeschossiges Gebäude erhalten, dessen gerundete Südostecke ursprünglich einen Freisitz aufnahm. Die Unterschutzstellung wurde am 14. November 2011 auf dieses ehemalige Transformatorenhaus erweitert. Eine backsteinsichtige Fassade zum Hauptgebäude und mit Rauputz berappte Fassaden zu den Nachbargebäuden werden von stichbogenförmig geschlossenen Hochrechteckfenstern (Stulpflügelfenster mit z. T. geteilten Oberlichtern) aus profilierten Holzrahmungen durchbrochen. Im Erdgeschoss werden vier Fensteröffnungen nach Norden von einem stichbogigen Zugang, nach Süden von einer Dreiergruppe schmaler Hochrechteckfenster flankiert. Im Obergeschoss bilden die Fenster über dem Zugang eine Dreiergruppe schmaler Fenster, an die sich nach Süden eine Vierergruppe anschließt. Die zwischen den Öffnungen liegenden Gewände sind glatt verputzt und fassen die Befensterung optisch zu einem Fensterband zusammen. Das Gebäude besitzt eine durch ein Gesims geteilte Dachfläche, die auf der Südseite durch eine Gaube betont ist. Die Dachflächen sind mit roten Biberschwänzen eingedeckt.